# (162173) Ryugu
(162173) Ryugu – planetoida z grupy Apolla okrążająca Słońce w ciągu 1 roku i 109 dni w średniej odległości 1,19 au Została odkryta 10 maja 1999 roku w ramach projektu LINEAR.
Planetoida ta była podstawowym celem misji sondy kosmicznej Hayabusa 2 Japońskiej Agencji Badań Kosmicznych (JAXA).
Nazwa planetoidy została wyłoniona w październiku 2015 roku w konkursie. Pochodzi ona od japońskiego słowa Ryūgū-jō, nazwy podwodnego pałacu władcy mórz w japońskiej legendzie o Tarō Urashimie. Tytułowy bohater otrzymał tam od księżniczki na powrót do rodzinnej wioski tajemnicze pudełko, którego nie wolno mu było otwierać. Nazwa ta nawiązuje przez to do misji sondy.

## Misja
W czerwcu 2018 roku sonda Hayabusa 2 dotarła do asteroidy. Po wykonaniu pomiarów i pobraniu próbek, Hayabusa2 opuściła Ryugu i udała się na Ziemię w listopadzie 2019 roku i powróciła z kapsułą z próbkami na Ziemię 5 grudnia 2020 roku. Próbki wykazały obecność związków organicznych, takich jak uracyl (jeden z czterech składników RNA) i witamina B3.
Przed nadaniem nazwy planetoida nosiła oznaczenie (162173) 1999 JU3.